# Gobiesox mexicanus
Gobiesox mexicanus är en fiskart som beskrevs av Briggs och Miller, 1960. Gobiesox mexicanus ingår i släktet Gobiesox och familjen dubbelsugarfiskar. Inga underarter finns listade i Catalogue of Life.